# Galideus elegans
Galideus elegans – gatunek prostoskrzydłego z rodziny szarańczowatych i rodzaju Galideus.

## Opis
Ciało długości 31 mm, przedplecze 4 mm, przednie skrzydła 11-13 mm, a tylne uda 14 mm. Przeważa barwa żółtawo pomarańczowa. Czułki jasnobrązowawe. Boczne, podłużne pasy na ciele brązowe. Tylne kolana i stopy żółtawo pomarańczowe, tylne golenie niebieskawo-czarne. Od Galideus mocquerysi różni się wyrostkiem (fastigium) ciemienia dwukrotnie dłuższym niż największa średnica oczu oraz nieco mniejszymi rozmiarami ciała.

## Występowanie
Gatunek ten jest endemitem Madagaskaru. Znaleziony w środkowej i wschodniej części kraju.